# Amering
Amering war bis Ende 2014 eine Gemeinde mit 1079 Einwohnern (Stand 31. Oktober 2013)
im Bezirk Murtal in der Steiermark. Die Gemeinde lag im Gerichtsbezirk Judenburg. Seit 2015 ist sie im Rahmen der steiermärkischen Gemeindestrukturreform mit den Gemeinden Obdach, Sankt Anna am Lavantegg und Sankt Wolfgang-Kienberg zusammengeschlossen, die neue Gemeinde führt den Namen „Obdach“ weiter.

## Geografie

### Geografische Lage
Amering liegt in der Verbindungslinie zwischen oberem Murtal, Aichfeld und dem Lavanttal. Das Gemeindegebiet grenzte direkt an die steierisch-kärntnerische Landesgrenze sowie an die Grenze der Weststeiermark zur Obersteiermark.
Namensgebend ist der Ameringkogel (2187 m), die höchste Erhebung des Gebirgszuges der Stubalpe.

### Gliederung
Das Gemeindegebiet umfasste folgende sechs Ortschaften (Einwohner Stand 1. Jänner 2016):
- Amering (457)
- Großprethal (122)
- Kathal in Obdachegg (124)
- Kleinprethal (69)
- Obdachegg (251)
- Sankt Georgen in Obdachegg (64)

Die Gemeinde bestand aus den beiden Katastralgemeinden Obdachegg und Prethal.

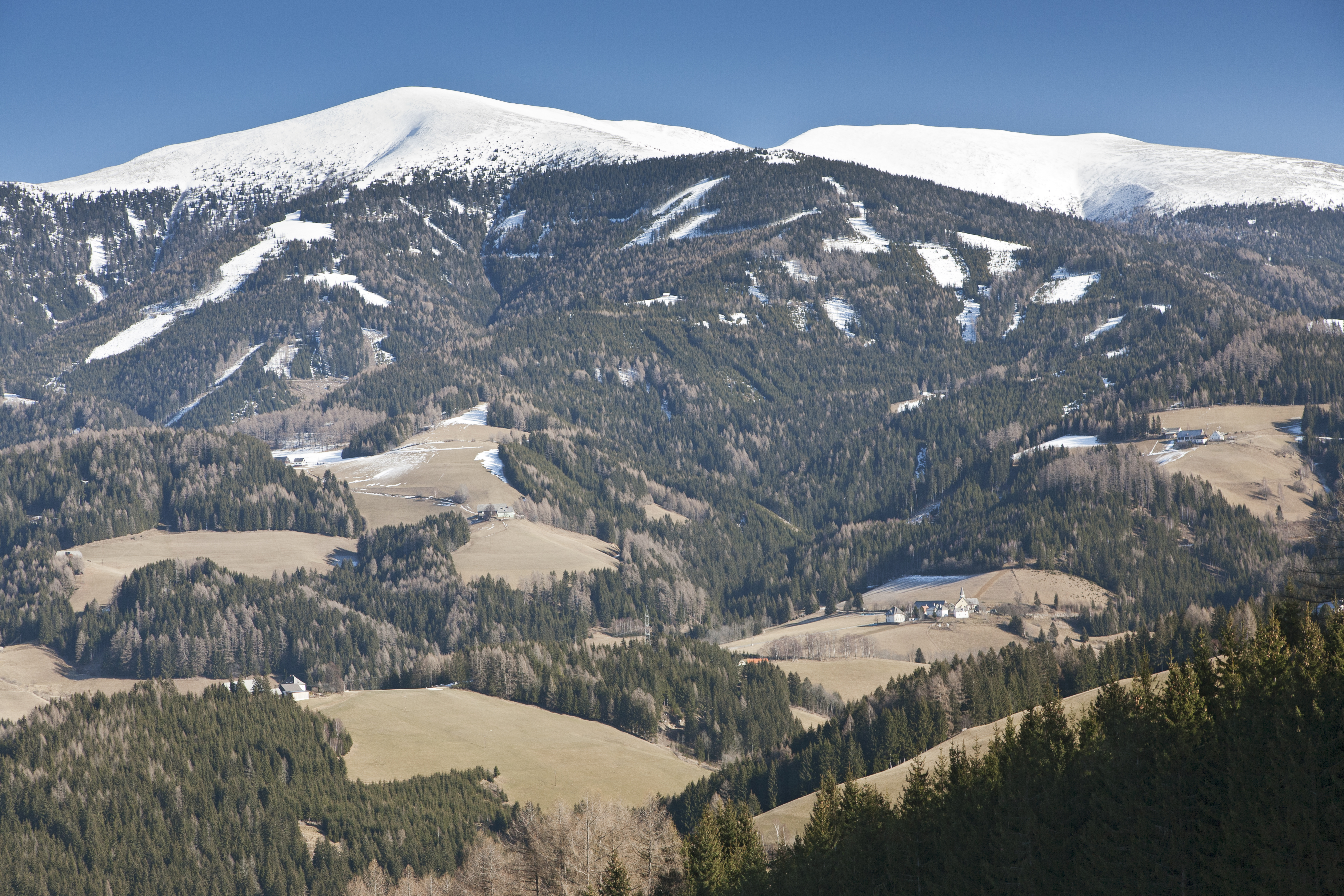
Blick auf Sankt Georgen in Obdachegg mit Größing und Ameringkogel

## Geschichte
Die Gemeinde Amering wurde per 1. Jänner 1968 durch Zusammenlegung der Gemeinden Obdachegg und Prethal gebildet.

## Wirtschaft
Wirtschaftlich ist das Gebiet maßgeblich durch die Landwirtschaft geprägt. Kleinstrukturierte Bauernhöfe in Streulage prägen das Erscheinungsbild der Gemeinde. Neben der Landwirtschaft bildet die Holzindustrie eine wichtige Einnahmequelle.
Die Qualitäten des Ortes liegen in seiner Abgeschiedenheit verbunden mit der Nähe zu wichtiger Infrastruktur, was den Ort als Wohngebiet auszeichnet.

## Politik
Der Gemeinderat bestand bis Ende 2014 aus 15 Mitgliedern und setzte sich seit der Gemeinderatswahl 2010 aus Mandataren der folgenden Parteien zusammen:
- 12 ÖVP
- 3 SPÖ

Die ÖVP stellte mit Peter Bacher den letzten Bürgermeister.

### Wappen
Das Wappen der ehemaligen Gemeinde Amering stellt eine Holzkonstruktion dar, wie sie in den ortsüblichen Bauernhöfen der Gegend zum Aufzimmern von Heustadeln verwendet wurde. Braune Balken, gezinkt auf blauem Grund und grünen Wappenkörper.
Wegen der Gemeindezusammenlegung verlor das Wappen mit 1. Jänner 2015 seine offizielle Gültigkeit.

## Persönlichkeiten

### Ehrenbürger
- 1976: Adolf Marczik (1932–1981), Landtagsabgeordneter
- 1981: Josefa Hirzer, Amtsrat
- 1982: Josef Maier, Bürgermeister von Amering 1968–1982
- 1983: Josef Krainer (1930–2016), Landeshauptmann

### Söhne und Töchter
- Norbert Staffaneller (* 1941), Nationalratsabgeordneter
- Peter Rieser (* 1950), österreichischer Politiker